# Arroyo Santo Domingo
El Arroyo Santo Domingo es un arroyo de la Provincia de Buenos Aires, Argentina, que desemboca en el Río de la Plata. Nace en una zona de bañados en las cercanías de la localidad de Glew, en el Partido de Almirante Brown. Su principal afluente es el arroyo San Francisco. Pertenece a la cuenca Sarandí – Santo Domingo.
El arroyo Santo Domingo nace como Arroyo de las Piedras en una zona de los bañados, en las proximidades de la localidad de Glew.
Luego de recibir como único afluente de importancia al Arroyo San Francisco, penetra en una zona de bañados (cañada de Gaete), se bifurca en un curso natural y otro artificial, entra nuevamente en una zona de bañados (cerca de Villa Gonnet), continuando luego hasta verter sus aguas en el Santo Domingo, que está canalizado.
La superficie de la cuenca es de aproximadamente 160 km², abarcando parte de los partidos de Avellaneda, Quilmes, Florencio Varela y Almirante Brown. La cota media en las nacientes es de alrededor 28 m snm, y baja hasta cotas algo mayores que 1 m snm en su parte inferior, sobre una extensión de aproximadamente 23 km, resultando una pendiente media algo superior a 1 m/km.
En condiciones normales el Arroyo Las Perdices (cuenca del arroyo Sarandí) está desviado, de modo que su aporte también alimenta el canal Santo Domingo.

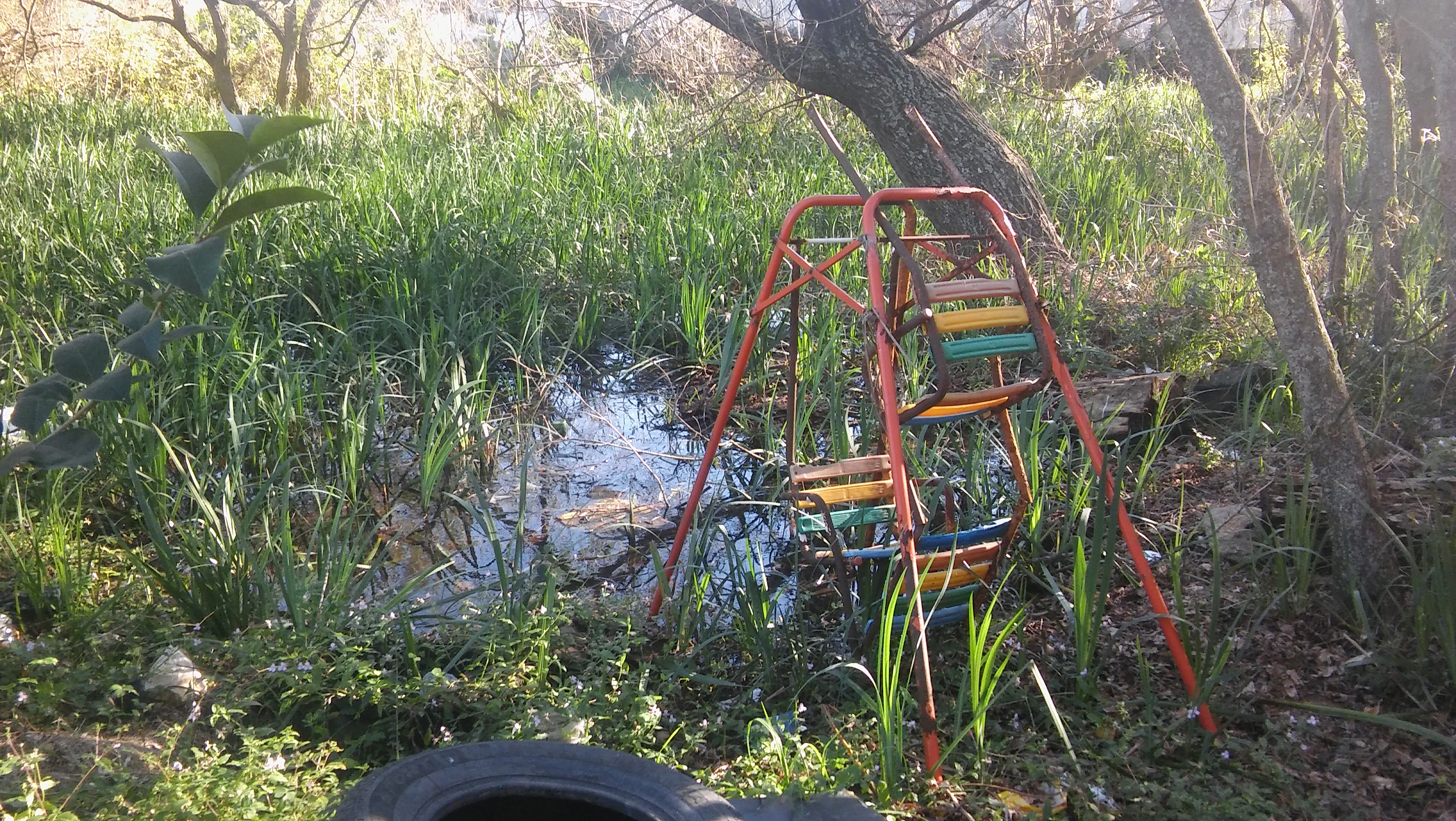
La mano del hombre causó la contaminación de este lugar.